# 鎖川

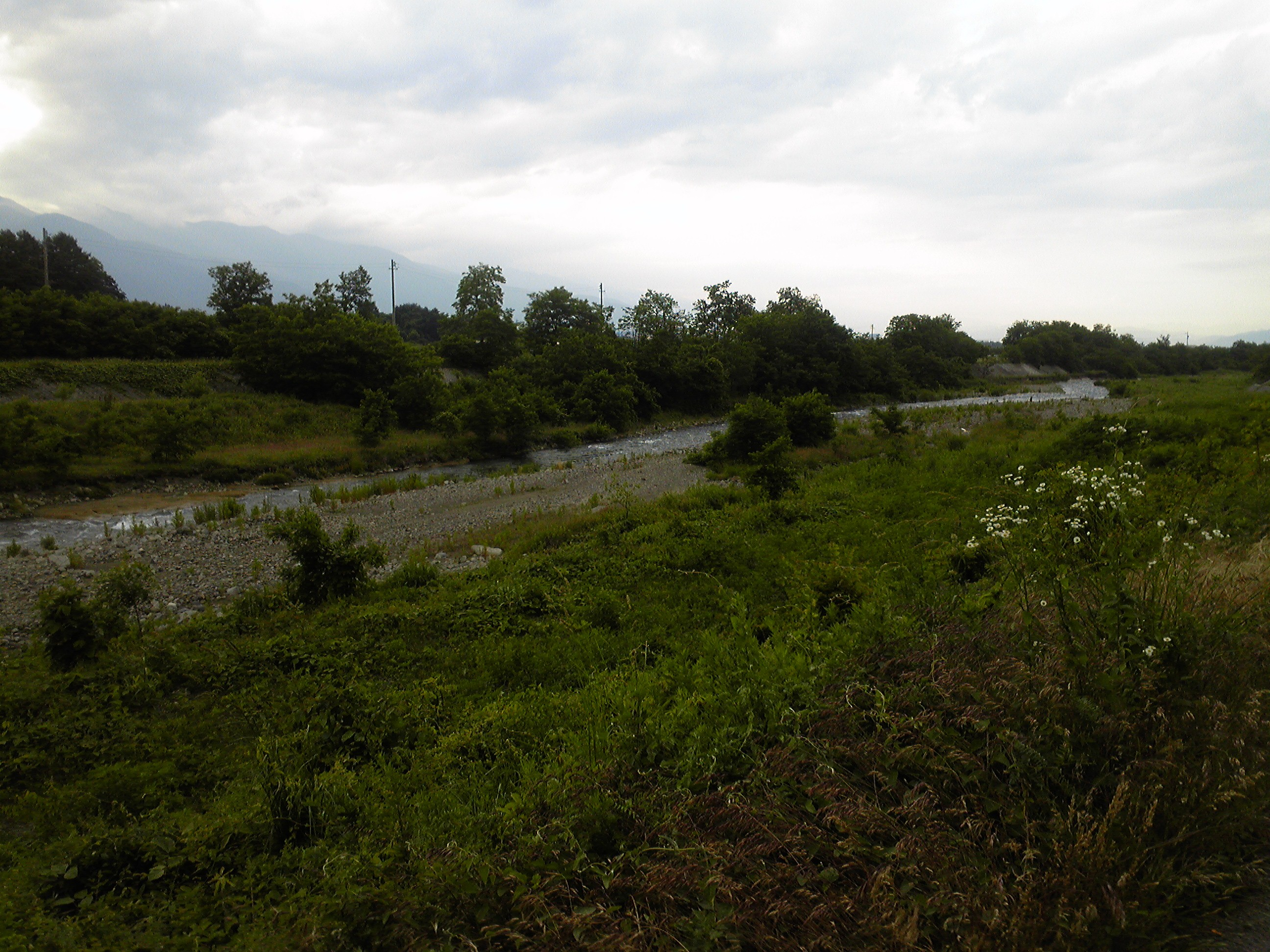
赤坂橋付近

鎖川（くさりがわ）は、長野県松本盆地を流れる信濃川水系の一級河川。

## 地理
長野県東筑摩郡朝日村の南西に位置する鉢盛山（はちもりやま）に源を発し北東に流れ、松本市大字島立で奈良井川と合流する。
周辺には松本空港やあさひプライムスキー場、果樹園がある。松本市内では工業団地も多い。松本市内ではつりが盛んな川であり、毎年朝日小学校のPTAなどによりヤマメつかみ大会が開かれる。渓流魚も多い。

## 流域の自治体
長野県
東筑摩郡朝日村、松本市

## 橋梁
- 三俣橋
- 大石原橋
- 御道開渡橋
- 上針尾橋
- 針尾橋
- 朝日橋
- 松の木橋
- 上橋
- 中沢橋
- 赤坂橋
- 野尻橋
- 神林橋（長野県道48号松本環状高家線）
- 水代橋
- 北荒井橋
- 下神橋
- 鎖川橋
- 南栗橋